# Elecciones de la Ciudad Autónoma de Buenos Aires de 1996
Las elecciones generales de la Ciudad Autónoma de Buenos Aires se realizaron, por primera vez en la historia de la ciudad, el 30 de junio de 1996 para elegir al Jefe de Gobierno para el período 1996-2000 y a los 60 escaños que compondrían una Convención Estatuyente (que posteriormente se transformaría en la Legislatura Porteña). Tuvieron el histórico carácter de ser la primera elección que realizaría la ciudad desde su autonomización por la reforma constitucional de 1994, que convirtió al distrito porteño (hasta entonces un territorio regido directamente por el gobierno nacional), en un estado con autonomía limitada, con la capacidad de elegir sus propias instituciones. Hasta entonces, el único organismo electo de la ciudad era el Concejo Deliberante.
El Jefe y Vicejefe de Gobierno serían elegidos en fórmula única por simple mayoría de votos para un mandato de cuatro años, con la posibilidad de una sola reelección inmediata. Al mismo tiempo, la legislatura electa en los comicios sería una Convención Estatuyente, que una vez hubiera aprobado un estatuto municipal para la ciudad, ejercería interinamente como órgano legislativo hasta que fuese electa una legislatura permanente (la cual sería regulada por el estatuto), en conjunto con la renovación legislativa del año siguiente. Los cargos electos asumieron el 7 de agosto. Hubo diez candidatos a Jefe de Gobierno, incluyendo al hasta entonces intendente Jorge Domínguez, designado por el presidente Carlos Menem en septiembre de 1994.
Fernando de la Rúa, candidato de la Unión Cívica Radical (UCR) y apoyado por varios partidos minoritarios, logró una amplia victoria con el 39.89% de los votos contra el 26.50% de Norberto La Porta, del Partido Socialista Democrático (PSD) y candidato por el Frente País Solidario (FREPASO). En tercer lugar quedó Domínguez, por el Partido Justicialista (PJ) y la Unión del Centro Democrático (UCeDé), sufriendo una clara derrota al recibir solo el 18.62%, el peor resultado para su partido en la Capital Federal (aunque este siempre fue un distrito esencialmente antiperonista). En cuarto lugar quedó Gustavo Béliz, justicialista disidente que venía apoyado por dos partidos, Nueva Dirigencia (ND), fundado el año anterior tras romper con el PJ, y la Alianza de Centro. La participación fue del 75.91% del electorado registrado.
El resultado implicó un fuerte revés para el gobierno menemista y un notorio renacimiento para el radicalismo, luego de una serie de debacles electorales, lo que motivó la fundación de la Alianza para el Trabajo, la Justicia y la Educación entre la UCR y el FREPASO. De la Rúa no completó el mandato constitucional debido a que en octubre de 1999 fue elegido presidente de la Nación Argentina, asumiendo su cargo el 10 de diciembre de 1999. Fue sucedido por el Vicejefe de Gobierno Enrique Olivera.

## Antecedentes
La ciudad de Buenos Aires, capital nacional de la Argentina desde su concepción como Virreinato en 1777 y su independencia posterior entre 1810 y 1816, fue federalizada el 20 de septiembre de 1880 por el gobierno saliente de Nicolás Avellaneda en medio de una fuerte oposición de parte de la provincia de Buenos Aires (de la cual hasta entonces la capital era parte) y de la población porteña, habiendo debido enfrentar una revuelta y una intentona golpista por querer hacerlo. Desde entonces, durante más de ciento quince años, Buenos Aires se mantuvo como un territorio no autónomo, gobernado directamente por el Gobierno Nacional con el poder ejecutivo a cargo de un intendente designado por el presidente de la Nación Argentina. Sin embargo, la ciudad también contaría con un Concejo Deliberante electo y sería uno de los veinticuatro distritos electorales nacionales, por lo que tendría su propia representación elegida en la Cámara de Diputados, el Senado y el Colegio Electoral a cargo de elegir al presidente y al vicepresidente.
Desde su federalización, la Capital Federal mostró, en el sentido electoral y salvo contadas ocasiones, una tendencia marcadamente opositora a las hegemonías nacionales. Tras la instauración del voto secreto en 1912, el Concejo Deliberante mantuvo una mayoría del Partido Socialista, que continuaría siendo la principal fuerza de la ciudad a pesar de la dominación de la Unión Cívica Radical sobre el país, excepto en algunas ocasiones en las que el radicalismo logró imponerse. Durante la Década Infame, la oposición triunfó en la Capital en las elecciones de 1931 y las de 1937 a pesar del fraude electoral masivo cometido por el gobierno conservador en el resto del país. Una vez que irrumpió el peronismo, aunque efectivamente ganó las elecciones en Capital durante su período de gobierno (1946-1955), Buenos Aires fue (junto a la provincia de Córdoba) uno de los lugares donde obtenía sus resultados electorales más estrechos, siendo la Capital Federal considerada a partir de entonces como un distrito particuarmente esquivo a las candidaturas de dicho espacio político, cuando no tradicionalmente antiperonista.
Con el retorno del país a la democracia en 1983, Buenos Aires se convirtió en un bastión de la Unión Cívica Radical, conservando la mayoría en el Concejo Deliberante durante toda la siguiente década. Sin embargo, esta hegemonía entró en crisis a partir de la década de 1990, durante el gobierno de Carlos Menem, del Partido Justicialista. Buscando una reforma constitucional que le permitiera la reelección inmediata, Menem negoció con la UCR un acuerdo político que lo facilitara, oficializándose el llamado Pacto de Olivos entre el presidente y el líder radical Raúl Alfonsín. Mientras que Menem conseguiría la reelección, el radicalismo obtenía, entre otras cosas, la autonomización de la ciudad de Buenos Aires, lo que le permitiría tener un jefe de gobierno electo por primera vez en toda su historia. Sin embargo, la ciudad todavía no tendría el control de los poderes que la constitución no delegaba a las provincias, y el estado de su autonomía continuaría siendo disputado por muchos años.

## Reglas electorales
Las elecciones se realizaron siguiendo los dictámenes del texto constitucional vigente en el país bajo la reforma de 1994, que establecía formalmente su autonomía, la cual solo era recortada por la propia Constitución Nacional, la Ley 24.588, que establecía los intereses del Gobierno Nacional sobre el territorio mientras este fuera capital del país, y las disposiciones del Congreso de la Nación Argentina en cuanto a los intereses nacionales. Hasta la elección de las instituciones autónomas, el Congreso legislaría con respecto a  Bajo este texto, el sistema electoral para elegir al Jefe de Gobierno sería:
- Voto popular mayoritario considerando al territorio de la Capital como un único distrito.
- Una sola vuelta electoral, el candidato más votado resultaría electo.

Fue la única ocasión en la que se empleó el sistema mayoritario de una sola vuelta, pues a partir de la promulgación del estatuto constitucional porteño, el Jefe de Gobierno sería elegido por un sistema de doble vuelta o segunda vuelta, en caso de no recibir el 50% más uno de los votos.
Para la elección de Convencionales Estatuyentes, se estableció que: "serán elegidos directamente por los habitantes de la Ciudad de Buenos Aires, conformando a este efecto un distrito único y con arreglo al sistema de representación proporcional d'Hondt, conforme a la ley vigente en la materia para la elección de diputados nacionales". Dicha ley establecía un umbral del 3% del padrón registrado. Para las elecciones de 1996, con 2.556.489 votantes registrados, sería necesario que una lista obtuviera 76.695 votos para obtener un escaño.
Después de la aprobación del código electoral, la legislatura estatuyente se mantuvo en funciones como un órgano legislativo local interino hasta la asunción de una Legislatura Porteña electa de manera escalonada el 10 de diciembre de 1997, con la renovación de 30 de sus 60 escaños cada dos años. El sistema electoral proporcional con el método de d'Hondt para la elección de los diputados porteños se mantuvo desde entonces hasta la actualidad.

## Principales candidatos

### Unión Cívica Radical
| |                                                                    |
| Fernando de la Rúa | Enrique Olivera                                                    |
| Candidato Jefe de Gobierno | Candidato Vicejefe de Gobierno                                     |
| [[File:Fernando de la Rúa con bastón y banda de presidente.jpg\|450px\|alt={{{Alt\|{{{descripción}}}]]                                 | [[File:Enrique Olivera.jpg\|275px\|alt={{{Alt\|{{{descripción}}}]] |
| Senador de la Nación por la Ciudad de Buenos Aires (1973-1976,1983-1989,1993-1996)                                                     | Diputado de la Nación por la Ciudad de Buenos Aires (1991-1995)    |
| Apoyado por: - Frente Progresista Desarrollista - Partido de la Generación Intermedia - Partido Social Demócrata - Partido Solidaridad |                                                                    |

### Frente País Solidario
| |                                                                  |
| |                                                                  |
| Norberto La Porta | Aníbal Ibarra                                                    |
| Candidato Jefe de Gobierno | Candidato Vicejefe de Gobierno                                   |
| [[File:Norberto L. La Porta.jpg\|250px\|alt={{{Alt\|{{{descripción}}}]]                                                                           | [[File:Anibal Ibarra.jpg\|300px\|alt={{{Alt\|{{{descripción}}}]] |
| Concejal de la Ciudad de Buenos Aires (1989-1993)                                                                                                 | Concejal de la Ciudad de Buenos Aires (1991-1996)                |
| Partidos en la alianza: - Partido Socialista Democrático - Partido Socialista Popular - Frente Grande - Partido Comunista - Partido Intransigente |                                                                  |

### Frente Justicialista
| Frente Justicialista                                                                                             |                                                            |
| |                                                            |
| Jorge Domínguez                                                                                                  | Ana Kessler                                                |
| Candidato Jefe de Gobierno                                                                                       | Candidata Vicejefa de Gobierno                             |
| [[File:Jorge Domínguez (cropped).jpg\|350px\|alt={{{Alt\|{{{descripción}}}]]                                     | [[File:Noimage.png\|500px\|alt={{{Alt\|{{{descripción}}}]] |
| Intendente de Buenos Aires (1994-1996)                                                                           |                                                            |
| Partidos en la alianza: - Partido Justicialista - Unión del Centro Democrático - Poder Político de los Jubilados |                                                            |

### Nueva Dirigencia
|                                                                   |                                                 |
| Gustavo Béliz                                                     | Guillermo Francos                               |
| Candidato Jefe de Gobierno                                        | Candidato Vicejefe de Gobierno                  |
| [[File:Ministro Beliz.jpg\|350px\|alt={{{Alt\|{{{descripción}}}]] | [[File:\|500px\|alt={{{Alt\|{{{descripción}}}]] |
| Ministro del Interior (1992-1993)                                 | Concejal de la Capital Federal (1985-1993)      |
| Apoyado por: - Partido Demócrata - Partido Federal                |                                                 |

### Otras candidaturas
|                                                                                     |                                                                                     |                            |                                |                            |                                |
| Lía Méndez                                                                          | Liliana Ambrosio                                                                    | Carlos Zamorano            | Antonio Sofia                  | Santos Russomando          | Elba Martens                   |
| Candidata Jefa de Gobierno                                                          | Candidata Vicejefa de Gobierno                                                      | Candidato Jefe de Gobierno | Candidato Vicejefe de Gobierno | Candidato Jefe de Gobierno | Candidata Vicejefa de Gobierno |
|                                                                                     |                                                                                     |                            |                                |                            |                                |
| abogada                                                                             |                                                                                     |                            |                                |                            |                                |
| Partido sin alianza                                                                 | Partido sin alianza                                                                 | Partido sin alianza        | Partido sin alianza            | Partido sin alianza        | Partido sin alianza            |
|                                                                                     |                                                                                     |                            |                                |                            |                                |
| Pablo Rieznik                                                                       | Catalina Guagnini                                                                   | Susana Sacchi              | Gustavo De Biase               | Laura Marrone              | Marcos Britos                  |
| Candidato Jefe de Gobierno                                                          | Candidata Vicejefa de Gobierno                                                      | Candidata Jefa de Gobierno | Candidato Vicejefe de Gobierno | Candidata Jefa de Gobierno | Candidato Vicejefe de Gobierno |
| [[File:Pablo Rieznik.jpg\|225px\|alt={{{Alt\|{{{descripción}}}]]                    |                                                                                     |                            |                                |                            |                                |
| economista, docente y investigador                                                  | docente                                                                             |                            | dirigente gremial              | docente                    |                                |
| Partidos que integraban la alianza: - Frente de Unidad Trabajadora - Partido Obrero | Partidos que integraban la alianza: - Frente de Unidad Trabajadora - Partido Obrero | Partido sin alianza        | Partido sin alianza            | Partido sin alianza        | Partido sin alianza            |

## Campaña
Iniciando el año 1996, y a tan solo unos meses de su aplastante reelección y de que el PJ obtuviera la mayoría absoluta en ambas cámaras del Congreso, la popularidad del gobierno de Menem se encontraba en franco descenso debido a los escándalos de corrupción y al alto desempleo. Las crecientes fricciones entre Menem y su ministro de Economía, Domingo Cavallo, considerado responsable de la prosperidad relativa y con un nivel de aprobación pública muy superior al del propio presidente, empeoraron esta situación. A pesar de las escasas probabilidades de una victoria del PJ, Menem "nacionalizó" la campaña electoral porteña, confiando en que el escenario de su reelección presidencial (su victoria por el contrapeso mutuo de las dos principales fuerzas opositoras, el Frente País Solidario y la UCR) se repetiría en la Capital, pese a que en realidad el justicialismo había sido superado en votos por el FREPASO en 1995. El gobierno justicialista municipal comenzó a ser sucesivamente atacado por el FREPASO y la UCR desde enero de 1996 debido a que la nueva constitución disponía que para entonces ya debería haberse programado la elección. La tensión llegó a un punto en el que durante sus campañas y antes de las mismas, De la Rúa y La Porta llegaron a referirse a Domínguez como "intendente de facto", y ambas fuerzas anunciaron que trabajarían juntas para lograr que Domínguez abandonase el cargo tan pronto como fuera posible si perdía las elecciones.
El candidato del PJ fue el intendente designado por Menem en 1994, Jorge Domínguez, quien a su vez sería apoyado por la Unión del Centro Democrático (UCeDé), partido conservador liberal que ya había apoyado al gobierno menemista en reiteradas ocasiones, y por el partido minoritario municipal Poder Político de los Jubilados, en el denominado "Frente Justicialista". La UCeDé porteña, sufriendo una fuerte crisis interna, debió enfrentar una serie de enfrentamientos entre dos grupos. Uno de ellos quería presentar una candidatura propia, respaldando a Fernando Bustelo como candidato a Jefe de Gobierno, y otra quería apoyar a Domínguez. A pesar de que Bustelo intentó llevar el asunto ante la Corte Suprema de Justicia, finalmente esta resolvió otorgarle la candidatura de la UCeDé a Domínguez, a pesar de las denuncias de Bustelo. Además de la crisis de los partidos que le apoyaban, Domínguez debió enfrentar la candidatura del peronista disidente Gustavo Béliz, que se presentaba por el partido Nueva Dirigencia. En su campaña, Domínguez fue cuestionado por el enorme adeudamiento sufrido por la ciudad durante su mandato, aunque este alegó que la deuda era "administrable", y que los informes contrarios presentados eran una denuncia falsa de la UCR para arrebatarle votos, acusando a De la Rúa de mentir y de utilizar "información fragmentada" en su campaña.
De la Rúa, candidato por la Unión Cívica Radical, fue a su vez apoyado por algunos partidos minoritarios de tendencia centrista y socialdemócrata, como el Frente Progresista Desarrollista de los Jubilados, Generación Intermedia, Solidaridad y el Partido Social Demócrata. Su campaña se centró específicamente en combatir la corrupción política, uno de los rasgos que más oposición encontraban dentro de la administración menemista. También se comprometió a buscar el progresivo desendeudamiento de la ciudad. Principalmente, su apelación a la ética y la transparencia administrativa fue lo que más impulsó su intención de voto, manteniéndose en primer lugar en todas las encuestas durante la campaña. En cuestiones sociales, por las cuales fueron interrogados la mayoría de los candidatos a pesar de que no estuvieran en juego durante la campaña, se opuso tanto al aborto como a la eutanasia, manifestando su "firme defensa de la vida". La Porta, por su parte, encabezó una campaña marcadamente progresista, aunque fue cauteloso con los temas sobre los cuales se le preguntaron. Fue el único de los candidatos en pronunciarse de manera más o menos favorable a la legalización del aborto, alegando que debía descriminalizarse a las mujeres y darles el derecho a elegir. Béliz, por su parte, apeló generalmente al voto justicialista más conservador.

## Resultados

### Jefe y Vicejefe de Gobierno
Hasta las elecciones porteñas, se consideraban muy bajas las posibilidades de una recuperación electoral de la Unión Cívica Radical, sobre todo después de la hiperinflación al final del gobierno de Alfonsín y el Pacto de Olivos que, por haber permitido a Menem la reelección, le había restado muchos votos entre la oposición. A pesar de esto, el partido consiguió un gran renacimiento en los comicios y De la Rúa obtuvo la victoria con el 39.89% de los votos, algo más elevado de lo asegurado por las encuestas más alcistas. La Porta quedó en segundo lugar con el 26.50%, un resultado significativamente inferior al más de 30% que le auguraban los sondeos. Sin embargo, el corte de boleta fue muy alto y la UCR quedó en segundo lugar en la elección de convencionales estatuyentes con un 27.24%, contra la lista frepasista encabezada por Graciela Fernández Meijide, que logró el 34.71%. Este resultado fue, no obstante, visto como muy malo para el FREPASO, debido a que hasta entonces había superado el 40% de los votos en sus dos últimas disputas electorales en dicho distrito, y significó una masiva caída de votos, que fueron a parar a la UCR.
La elección resultó una abrumadora (aunque de todos modos previsible) derrota para el oficialismo. El porcentaje del Partido Justicialista, con Domínguez recibiendo tan solo el 18.62% de los votos, superó los peores pronósticos. Incluso tratándose de un distrito tradicionalmente esquivo al peronismo, el resultado se consideró "más magro de lo habitual" y fue visto como una reacción directa contra el gobierno menemista. En el escenario estatuyente, la lista del PJ la encabezaba el vicepresidente de la Nación Carlos Ruckauf, lo que significó que el 15.05% obtenido por dicha lista fuese un revés personal para la fórmula gobernante. Se atribuyó este desastre electoral a la presencia de la candidatura justicialista disidente de Béliz, que reunió el 13.10% de las preferencias, mientras que Nueva Dirigencia obtuvo el 8.18% en las elecciones estatuyentes. La convención quedó compuesta por una primera minoría del FREPASO, con 25 escaños, 19 de la UCR, 11 para el PJ y 5 para Nueva Dirigencia. Ningún otro partido superó el piso requerido para conseguir bancas.
|  | 33,25 % |

|  | 2,91 % |

|  | 1,46 % |

|  | 1,15 % |

|  | 1,12 % |

|  | 39,89 % |

|  | 26,50 % |

|  | 15,19 % |

|  | 3,10 % |

|  | 0,34 % |

|  | 18,62 % |

|  | 9,30 % |

|  | 3,81 % |

|  | 13,10 % |

|  | 0,49 % |

|  | 0,41 % |

|  | 0,29 % |

|  | 0,27 % |

|  | 0,23 % |

|  | 0,20 % |

|  | 97,32 % |

|  | 1,87 % |

|  | 0,81 % |

|  | 100 % |

|  | 75,91 % |

#### Por circunscripción electoral
| Circunscripción        | Circunscripción        | Fernando de la Rúa (UCR) | Fernando de la Rúa (UCR) | Norberto La Porta (FREPASO) | Norberto La Porta (FREPASO) | Jorge Domínguez (PJ) | Jorge Domínguez (PJ) | Gustavo Béliz (ND) | Gustavo Béliz (ND) | Otros  | Otros | Total     |
| N.º                    | Parroquia              | Votos                    | %                        | Votos                       | %                           | Votos                | %                    | Votos              | %                  | Votos  | %     | Votos     |
| ---------------------- | ---------------------- | ------------------------ | ------------------------ | --------------------------- | --------------------------- | -------------------- | -------------------- | ------------------ | ------------------ | ------ | ----- | --------- |
| 1                      | Vélez Sársfield        | 27.232                   | 41,47                    | 18.193                      | 27,70                       | 11.217               | 17,08                | 7.816              | 11,90              | 1.213  | 1,85  | 65.671    |
| 2                      | San Cristóbal Sud      | 18.318                   | 39,04                    | 11.263                      | 24,01                       | 10.080               | 21,48                | 6.155              | 13,12              | 1.104  | 2,35  | 46.920    |
| 3                      | Santa Lucía            | 18.795                   | 42,26                    | 10.844                      | 24,38                       | 8.176                | 18,38                | 5.712              | 12,84              | 950    | 2,14  | 44.477    |
| 4                      | San Juan Evangelista   | 13.692                   | 39,74                    | 8.074                       | 23,43                       | 7.406                | 21,49                | 4.543              | 13,18              | 744    | 2,16  | 34.459    |
| 5                      | Flores                 | 45.706                   | 42,82                    | 30.097                      | 28,20                       | 16.835               | 15,77                | 12.360             | 11,58              | 1.741  | 1,63  | 106.739   |
| 6                      | San Carlos Sud         | 33.624                   | 41,85                    | 23.133                      | 28,79                       | 12.724               | 15,84                | 9.388              | 11,68              | 1.479  | 1,84  | 80.348    |
| 7                      | San Carlos Norte       | 36.248                   | 42,33                    | 25.939                      | 30,29                       | 12.559               | 14,67                | 9.090              | 10,61              | 1.797  | 2,10  | 85.633    |
| 8                      | San Cristóbal Norte    | 15.214                   | 39,75                    | 10.036                      | 26,22                       | 7.064                | 18,46                | 5.004              | 13,07              | 955    | 2,50  | 38.273    |
| 9                      | Balvanera Oeste        | 22.408                   | 40,91                    | 14.603                      | 26,66                       | 9.787                | 17,86                | 6.698              | 12,23              | 1.281  | 2,34  | 54.777    |
| 10                     | Balvanera Sud          | 12.291                   | 41,32                    | 7.694                       | 25,86                       | 5.406                | 18,17                | 3.754              | 12,62              | 605    | 2,03  | 29.750    |
| 11                     | Balvanera Norte        | 14.649                   | 44,46                    | 8.352                       | 25,35                       | 5.588                | 16,96                | 3.811              | 11,56              | 550    | 1,67  | 32.950    |
| 12                     | Concepción             | 13.419                   | 40,51                    | 8.633                       | 26,06                       | 6.240                | 18,84                | 4.164              | 12,57              | 670    | 2,02  | 33.126    |
| 13                     | Montserrat             | 13.988                   | 37,64                    | 8.421                       | 22,66                       | 8.608                | 23,16                | 5.331              | 14,34              | 819    | 2,20  | 37.167    |
| 14                     | San Nicolás            | 12.516                   | 39,64                    | 7.062                       | 22,36                       | 6.802                | 21,54                | 4.568              | 14,47              | 629    | 1,99  | 31.577    |
| 15                     | San Bernardo           | 30.958                   | 41,11                    | 22.971                      | 30,50                       | 11.952               | 15,87                | 8.016              | 10,65              | 1.411  | 1,87  | 75.308    |
| 16                     | Belgrano               | 34.302                   | 39,90                    | 22.466                      | 26,14                       | 16.191               | 18,84                | 11.560             | 13,45              | 1.439  | 1,67  | 85.958    |
| 17                     | Palermo                | 45.757                   | 38,76                    | 30.164                      | 25,56                       | 23.456               | 19,87                | 16.866             | 14,29              | 1.798  | 1,52  | 118.041   |
| 18                     | Las Heras              | 44.736                   | 39,29                    | 31.360                      | 27,54                       | 20.749               | 18,22                | 15.111             | 13,27              | 1.906  | 1,68  | 113.862   |
| 19                     | Pilar                  | 44.245                   | 38,93                    | 26.214                      | 23,07                       | 22.194               | 19,53                | 19.326             | 17,00              | 1.673  | 1,47  | 113.652   |
| 20                     | Socorro                | 16.450                   | 33,58                    | 7.812                       | 15,95                       | 12.704               | 25,93                | 11.480             | 23,44              | 539    | 1,10  | 48.985    |
| 21                     | San Vicente de Paul    | 34.007                   | 39,35                    | 22.641                      | 26,19                       | 16.623               | 19,23                | 11.407             | 13,20              | 1.755  | 2,03  | 86.433    |
| 22                     | Villa Lugano           | 32.032                   | 34,36                    | 21.234                      | 22,78                       | 23.630               | 25,34                | 14.101             | 15,12              | 2.234  | 2,40  | 93.231    |
| 23                     | Cristo Obrero          | 27.830                   | 39,06                    | 18.151                      | 25,47                       | 15.032               | 21,09                | 8.536              | 11,98              | 1.709  | 2,40  | 71.258    |
| 24                     | Versalles              | 26.769                   | 39,35                    | 20.553                      | 30,21                       | 11.430               | 16,80                | 8.033              | 11,81              | 1.248  | 1,83  | 68.033    |
| 25                     | San Luis Gonzaga       | 29.795                   | 41,22                    | 21.035                      | 29,10                       | 11.874               | 16,43                | 8.388              | 11,60              | 1.194  | 1,65  | 72.286    |
| 26                     | San José               | 29.908                   | 40,80                    | 22.257                      | 30,36                       | 11.661               | 15,91                | 8.098              | 11,04              | 1.386  | 1,89  | 73.310    |
| 27                     | Ntra. Sra. del Carmen  | 24.569                   | 40,06                    | 17.549                      | 28,61                       | 10.704               | 17,45                | 7.368              | 12,01              | 1.146  | 1,87  | 61.336    |
| 28                     | Saavedra               | 33.427                   | 39,87                    | 23.342                      | 27,84                       | 14.861               | 17,73                | 10.714             | 12,78              | 1.495  | 1,78  | 83.839    |
| Mesas para extranjeros | Mesas para extranjeros | 450                      | 36,95                    | 449                         | 36,86                       | 193                  | 15,85                | 102                | 8,37               | 24     | 1,97  | 1.218     |
| Resultado              | Resultado              | 753.335                  | 39,89                    | 500.542                     | 26,50                       | 351.746              | 18,62                | 247.500            | 13,10              | 35.494 | 1,89  | 1.888.617 |

### Convención Estatuyente
A diferencia de la elección de Jefe de Gobierno, en los comicios para la Convención Estatuyente resultó ganadora la lista del FREPASO con el 34.71% de los votos, obteniendo de esta forma 25 bancas. El segundo lugar lo ocupó la Unión Cívica Radical, que con el 27.24% se adjudicó 19 bancas. Finalmente el Partido Justicialista obtuvo 11 bancas con el 15.05% y el Partido Nueva Dirigencia obtuvo 5 bancas con el 8.18%.
|  | 34,71 % |

|  | 27,24 % |

|  | 15,05 % |

|  | 8,18 % |

|  | 3,58 % |

|  | 3,04 % |

|  | 2,66 % |

|  | 1,21 % |

|  | 1,04 % |

|  | 0,98 % |

|  | 0,52 % |

|  | 0,47 % |

|  | 0,32 % |

|  | 0,30 % |

|  | 0,26 % |

|  | 0,23 % |

|  | 0,21 % |

|  | 97,16 % |

|  | 2,04 % |

|  | 0,80 % |

|  | 100 % |

|  | 75,91 % |

#### Comisiones
- Comisión de Sistemas de Control
- Comisión de Justicia y Seguridad
- Comisión de Poder Ejecutivo
- Comisión de Políticas Especiales
- Comisión de Presupuesto y Hacienda
- Comisión de Descentralización y Participación Vecinal
- Comisión de Poder Legislativo y Poder Constituyente
- Comisión de Relaciones Interjurisdiccionales
- Comisión de Redacción y Normas de Gobernabilidad para la Transición
- Comisión de Declaraciones, Derechos y Garantías
- Comisión de Peticiones, Poderes y Reglamento.

#### Constituyentes
Los integrantes de la Convención Constituyente fueron:
Presidente
- Graciela Fernández Meijide (Frepaso)

Vicepresidente 1º
- Oscar Shuberoff (UCR)

-Vocal de la Comisión de Descentralización y Participación Vecinal

-Vocal de la Comisión de Presupuesto y Hacienda
Vicepresidente 2º
- Inés Pérez Suárez (PJ)

-Vocal de la Comisión de Descentralización y Participación Vecinal

-Vocal de la Comisión de Relaciones Interjurisdiccionales
Vicepresidente 3º
- Patricia Bullrich (ND)

-Sec. de la Comisión de Poder Legislativo y Poder Constituyente

-Vocal de la Comisión de Redacción

-Vocal de la Comisión de Sistemas de Control
Presidentes de Bloque
- Aníbal Ibarra (Frepaso)

-Vocal de la Comisión de Redacción
- Miguel Ángel Inchausti (UCR)
- Juan Manuel Arnedo Barreiro (PJ)

-Vocal de la Comisión de Poder Legislativo

-Vocal de la Comisión de Descentralización y Participación Vecinal
- Jorge Argüello (ND)

-Sec. de la Comisión de Descentralización y Participación Vecinal

-Vocal de la Comisión de Justicia y Seguridad

-Vocal de la Comisión de Relaciones Interjurisdiccionales
| - Federico Arenas (PJ) -Sec. de la Comisión de Relaciones Interjurisdiccionales -Vocal de la Comisión de Declaraciones, Derechos y Garantías -Vocal de la Comisión de Políticas Especiales - Jorge Argüello (ND) -Vicepte. de la Comisión de Presupuesto y Hacienda -Vocal de la Comisión de Sistemas de Control -Vocal de la Comisión de Descentralización y Participación Vecinal - María Elena Barbagelata (PSP-FREPASO) -Sec. de la Comisión de Peticiones, Poderes y Reglamento -Vocal de la Comisión de Redacción -Vocal de la Comisión de Justicia y Seguridad - Néstor Bilancieri (FREPASO) -Vicepte. de la Comisión de Poder Ejecutivo -Vocal de la Comisión de Descentralización y Participación Vecinal -Vocal de la Comisión de Relaciones Interjurisdiccionales - Delia Bisutti (FREPASO) -Vocal de la Comisión de Declaraciones, Derechos y Garantías -Vocal de la Comisión de Poderes Especiales - Antonio Elio Brailovsky (ND) -Vocal de la Comisión de Presupuesto y Hacienda - Héctor Bravo (PSD-FREPASO) -Vocal de la Comisión de Poder Ejecutivo -Vocal de la Comisión de Relaciones Interjurisdiccionales - Ángel Bruno (FREPASO) -Vicepte. de la Comisión de Peticiones, Poderes y Reglamento -Vocal de la Comisión de Redacción -Vocal de la Comisión de Justicia y Seguridad - Roberto Cabiche (UCR) -Vocal de la Comisión de Declaraciones, Derechos y Garantías -Vocal de la Comisión de Políticas Especiales -Vocal de la Comisión de Relaciones Interjurisdiccionales - José Canata (UCR) -Vocal de la Comisión de Poder Legislativo y Poder Constituyente -Vocal de la Comisión de Peticiones, Poderes y Reglamento -Vocal de la Comisión de Presupuesto y Hacienda - Alfredo Carella (PJ) -Vicepte. 2º de la Comisión de Redacción -Vocal de la Comisión de Peticiones, Poderes y Reglamento - Susana Carro (UCR) -Sec. de la Comisión de Presupuesto y Hacienda -Vocal de la Comisión de Redacción -Vocal de la Comisión de Sistemas de Control - Jorge Castells (PJ) -Vicepte. de la Comisión de Justicia y Seguridad -Vocal de la Comisión de Redacción -Vocal de la Comisión de Peticiones, Poderes y Reglamento - Silvia Collin (UCR) -Vicepte. de la Comisión de Relaciones Interjurisdiccionales -Vocal de la Comisión de Declaraciones, Derechos y Garantías -Vocal de la Comisión de Poder Ejecutivo - Roy Cortina (PSP-FREPASO) -Vocal de la Comisión de Declaraciones, Derechos y Garantías - Esteban Crevari (UCR) -Vicepte. de la Comisión de Poder Legislativo y Poder Constituyente -Vocal de la Comisión de Políticas Especiales -Vocal de la Comisión de Descentralización y Participación Vecinal - Liliana Chiernajowski (FREPASO) -Vocal de la Comisión de Políticas Especiales -Vocal de la Comisión de Descentralización y Participación Vecinal | - Jorge Enríquez (UCR) -Pte. de la Comisión de Justicia y Seguridad -Vocal de la Comisión de Redacción - Marcelo Escolar (FREPASO) -Vicepte. de la Comisión de Sistemas de Control -Vocal de la Comisión de Poder Legislativo y Poder Constituyente -Vocal de la Comisión de Descentralización y Participación Vecinal - Fernando Finvarb (PSD-FREPASO) -Vicepte. de la Comisión de Descentralización y Participación Vecinal -Vocal de la Comisión de Peticiones, Poderes y Reglamento -Vocal de la Comisión de Relaciones Interjurisdiccionales - Nilda Garré (FREPASO) -Vocal de la Comisión de Presupuesto y Hacienda -Vocal de la Comisión de Justicia y Seguridad -Vocal de la Comisión de Redacción - Raúl Garré (PJ) -Pte. de la Comisión de Presupuesto y Hacienda -Vocal de la Comisión de Redacción -Vocal de la Comisión de Sistemas de Control - Carlos Gómez Ríos (UCR) -Vocal de la Comisión de Poder Ejecutivo -Vocal de la Comisión de Políticas Especiales - Julio César Guarido (FREPASO) -Vocal de la Comisión de Declaraciones, Derechos y Garantías -Vocal de la Comisión de Poder Legislativo y Poder Constituyente -Vocal de la Comisión de Poder Legislativo - Nora Ginzburg (UCR) -Vocal de la Comisión de Justicia y Seguridad -Vocal de la Comisión de Sistemas de Control -Vocal de la Comisión de Peticiones, Poderes y Reglamentos - Martín Hourest (UCR) -Vocal de la Comisión de Redacción -Vocal de la Comisión de Sistemas de Control -Vocal de la Comisión de Presupuesto y Hacienda - Eduardo Jozami (FREPASO) -Pte. de la Comisión de Políticas Especiales -Vocal de la Comisión de Redacción - Elsa Kelli (UCR) -Pte. de la Comisión de Descentralización y Participación Vecinal -Vocal de la Comisión de Redacción -Vocal de la Comisión de Relaciones Interjurisdiccionales - María Elena López (UCR) -Vicepte. de la Comisión de Políticas Especiales -Vocal de la Comisión de Poder Ejecutivo -Vocal de la Comisión de Justicia y Seguridad - María José Lubertino (UCR) -Vicepte. de la Comisión de Redacción -Vocal de la Comisión de Declaraciones, Derechos y Garantías -Vocal de la Comisión de Políticas Especiales - Antonio Macris (UCR) -Pte. de la Comisión de Peticiones, Poderes y Reglamento -Vocal de la Comisión de Descentralización y Participación Vecinal - Alberto Maques (UCR) -Vocal de la Comisión de Redacción -Vocal de la Comisión de Descentralización y Participación Vecinal - Leticia Maronese (FREPASO) -Vocal de la Comisión de Poder Legislativo y Poder Constituyente -Vocal de la Comisión de Relaciones Interjurisdiccionales -Vocal de la Comisión de Presupuesto y Hacienda - Enrique Martínez (FREPASO) -Pte. de la Comisión de Relaciones Interjurisdiccionales -Vocal de la Comisión de Presupuesto y Hacienda | - Ubaldo Mascaldi (UCR) -Vocal de la Comisión de Sistemas de Control -Vocal de la Comisión de Descentralización y Participación Vecinal - Liliana Monteverde (PJ) -Sec. de la Comisión de Poder Ejecutivo -Vocal de la Comisión de Políticas Especiales -Vocal de la Comisión de DEscentralización y Participación Vecinal - Rafael Moscona (FREPASO) -Vocal de la Comisión de Declaraciones, Derechos y Garantías -Vocal de la Comisión de Políticas Especiales - Hipólito Orlandi (UCR) -Pte. de la Comisión de Poder Ejecutivo -Vocal de la Comisión de Poder Legislativo y Poder Constituyente -Vocal de la Comisión de Peticiones, Poderes y Reglamentos - Carlos Oviedo (FREPASO) -Vocal de la Comisión de Declaraciones, Derechos y Garantías -Vocal de la Comisión de Políticas Especiales -Vocal de la Comisión de Sistemas de Control - Alicia Pierini (PJ) -Vocal de la Comisión de Declaraciones, Derechos y Garantías -Vocal de la Comisión de Poder Legislativo y Poder Constituyente -Vocal de la Comisión de Justicia y Seguridad - Mabel Piñeiro (PSD-FREPASO) -Vocal de la Comisión de Políticas Especiales -Vocal de la Comisión de Presupuesto y Hacienda - Raúl Puy (PSD-FREPASO) -Vocal de la Comisión de Redacción -Vocal de la Comisión de Poder Ejecutivo - Martín Redrado (PJ) -Pte. de la Comisión de Sistemas de Control -Vocal de la Comisión de Presupuesto y Hacienda - Osvaldo Riopedre (UCR) -Vocal de la Comisión de Redacción -Vocal de la Comisión de Poder Legislativo y Poder Constituyente -Vocal de la Comisión de Justicia y Seguridad - Enríque Rodríguez (ND) -Vicepte. 3º de la Comisión de Redacción -Vocal de la Comisión de Descentralización y Participación Vecinal -Vocal de la Comisión de Peticiones, Poderes y Reglamentos - Carlos Ruckauf (PJ) -Vocal de la Comisión de Redacción - Miguel Saguier (PJ) -Sec. de la Comisión de Políticas Especiales -Vocal de la Comisión de Poder Ejecutivo - Víctor Santa María (ND) -Pte. de la Comisión de Declaraciones, Derechos y Garantías -Vocal de la Comisión de Poder Ejecutivo -Vocal de la Comisión de Políticas Especiales - Gustavo Vivo (UCR) -Sec. de la Comisión de Sistemas de Control -Vocal de la Comisión de Declaraciones, Derechos y Garantías -Vocal de la Comisión de Relaciones Interjurisdiccionales - Clorinda Yelicic (PSP-FREPASO) -Pte. de la Comisión de Poder Legislativo y Poder Constituyente -Vocal de la Comisión de Poder Ejecutivo - Eugenio Zaffaroni (FREPASO) -Pte. de la Comisión de Redacción -Vocal de la Comisión de Justicia y Seguridad - Silvia Cristina Ana Zangaro (FREPASO) -Sec. de la Comisión de Justicia y Seguridad -Vocal de la Comisión de Sistemas de Control -Vocal de la Comisión de Peticiones, Poderes y Reglamento |